# Paul Smiths
Paul Smiths – jednostka osadnicza w Stanach Zjednoczonych, w stanie Nowy Jork, w hrabstwie Franklin.